# Choo Ja-hyun
Choo Ja-hyun (추자현?, Chu JahyeonLR, Ch'u ChahyŏnMR), pseudonimo di Choo Eun-ju (추은주?, Chu EunjuLR, Ch'u ŬnjuMR; Daegu, 20 gennaio 1979), è un'attrice sudcoreana.
Nota per le sue interpretazioni nelle pellicole Sasaenggyeoldan (2006) – grazie alla quale si è aggiudicata un Grand Bell Award, un Korean Film Award e un Director's Cut Award –  e Mi-indo (2008), dal 2007 ha avviato anche una carriera di successo in Cina, apparendo in diverse fiction televisive tra cui un remake della telenovela sudcoreana Anae-ui yuhok.

## Filmografia

### Cinema
- Bak Bong-gon gachul sageon (박봉곤 가출 사건?), regia di Kim Tae-gyun (1996)
- Lee Dae-ro, jug-eul sun eobtda (이대로, 죽을 순 없다?), regia di Lee Young-eun (2005)
- Sasaenggyeoldan (사생결단?), regia di Choi Ho (2006)
- Mi-indo (미인도?), regia di Jeon Yun-su (2008)
- Siljong (실종?), regia di Kim Sung-hoon (2009)
- Sikgaek: Kimchi jeonjaeng (식객: 김치전쟁?), regia di Baek Dong-hoon e Kim Gil-hyung (2010)
- Cham-eul su eomneun (참을 수 없는?), regia di Kwon Chil-in (2010)
- Hwansanggeukjang (환상극장?), regia di Lee Gyu-man, Han Ji-hye e Kim Tae-gon (2011)
- Quán chéng tōngjī (全城通缉S), regia di Wang Tao (2014)
- Dangsin-i jamdeun sa-i (당신이 잠든 사이?), regia di Jang Yoon-hyun (2024)

### Televisione
- Seongjangneukkim 18se (성장느낌 18세?) – serie TV (1996)
- Sinsaedae bogo - Eoreunder-eun molla-yo (신세대 보고 - 어른들은 몰라요?) – serial TV (1996)
- Miss & Mister (미스 & 미스터?) – serie TV (1997)
- New York Story (뉴욕스토리?) – serie TV (1997-1998)
- Ma-di (맏이?) – serial TV (1998)
- Namja set yeoja set (남자 셋 여자 셋?) – serie TV (1998)
- Yeoja dae yeoja (여자 대 여자?) – serie TV (1998)
- Jeon-won ilgi (전원일기?) – serial TV (1999)
- KAIST (카이스트?) – serie TV (1999)
- LA Arirang (LA 아리랑?) – serie TV (1999)
- Gwangkki (광끼?) – serie TV (1999)
- Majimak jeonjaeng (마지막 전쟁?) – serie TV (1999)
- Sarang-ui jeonseol (사랑의 전설?) – serie TV (2000)
- Dangsin ttaemun-e (당신 때문에?) – serie TV (2000)
- Sarang-ui yuramseon (사랑의 유람선?) – serie TV (2000)
- Oechul (외출?) – serie TV (2001)
- Myeongnangsonyeo seonggonggi (명랑소녀 성공기?) – serie TV (2002)
- Hae tteuneun jip (해 뜨는 집?) – serie TV (2002-2003)
- Apgujeong jonggatjip (압구정 종갓집?) – serie TV (2003)
- Ban-ollim (반올림?) – serie TV (2003)
- Liàn xiāng (恋香S) – serie TV (2003)
- O! Pil-seung Bong Sun-yeong (오! 필승 봉순영?) – serie TV (2004)
- Dà qí yīngxióng chuán (大旗英雄传S) – serie TV (2007)
- Chǔliúxiāng chuánqí (楚留香传奇S) – serie TV (2007)
- Ràng ài huà zuò zhēnzhū yǔ (让爱化作珍珠雨S) – serie TV (2007)
- Sin-ira bulli-un sana-i (신이라 불리운 사나이?) – serie TV (2010)
- Huí jiā de yòuhuò (回家的诱惑S) – serie TV (2011)
- Xīn wū lóng shān jiǎo fěi jì (新乌龙山剿匪记S) – serie TV (2012)
- Mù fǔ fēngyún (木府风云S) – serie TV (2012)
- Cóng jiāngjūn dào shìbīng (从将军到士兵S) – serie TV (2012)
- Hú xiān (狐仙S) – serie TV (2013)
- Wǔ lè chuánqí (舞乐传奇S) – serie TV (2013)
- Cháng'ān sān guài tàn (长安三怪探S) – serie TV (2014)
- Xiù xiù de nánrén (秀秀的男人S) – serie TV (2014)
- Huálì shàngbān zú (华丽上班族S) – serie TV (2014)
- Areumda-un sesang (아름다운 세상?) – serie TV (2019)
- Arthdal Chronicles (아스달 연대기?) – serie TV (2019)
- (Aneun geon byeollo eobjiman) gajog-imnida ((아는 건 별로 없지만) 가족입니다?) – serie TV (2020)
- Green Mothers' Club (그린마더스 클럽?) – serie TV (2022)
- Piccole donne (작은 아씨들?) – serie TV (2022)
- Narcosantos (수리남?) – serie TV (2022)
- Trigger (트리거?) – serie TV (2025)
- Perdutamente innamorata (견우와 선녀?, Gyeon-u-wa seonnyeoLR) – serie TV (2025)